# Montaigut-le-Blanc, Creuse
Montaigut-le-Blanc là một xã thuộc tỉnh Creuse trong vùng Nouvelle-Aquitaine miền trung nước Pháp. Xã này nằm ở khu vực có độ cao trung bình 437 mét trên mực nước biển.

## Địa lý
Là một khu vực nông trang gồm các làng có cự ly khoảng 8 dặm (13 km) southwest of Guéret tại giao lộ các tuyến đường D22, D52 và D914.

## Dân số
| 1962                                                        | 1968 | 1975 | 1982 | 1990 | 1999 | 2005 |
| ----------------------------------------------------------- | ---- | ---- | ---- | ---- | ---- | ---- |
| 501                                                         | 537  | 471  | 461  | 448  | 396  | 409  |
| Số liệu điều tra dân số từ năm 1962 Dân số chỉ tính một lần |      |      |      |      |      |      |

## Địa điểm nổi bật
- Nhà thờ, từ thế kỷ 13.